# Agüero (Aragónia)
Agüero egy község Spanyolországban, Huesca tartományban. Agüero Las Peñas de Riglos, Murillo de Gállego, Santa Eulalia de Gállego, Luna, El Frago és Biel községekkel határos. Lakosainak száma 140 fő (2024).

## Népesség
A település lakosságának változását az alábbi diagram mutatja:
| Lakosok száma | 176  | 162  | 166  | 166  | 160  | 150  | 141  | 129  | 139  | 140  |
|               | 2001 | 2004 | 2006 | 2009 | 2011 | 2014 | 2016 | 2019 | 2021 | 2024 |